# Gravel and Tar Classic
La Gravel and Tar Classic (que traduce literalmente: "Clásica de Gravilla y Alquitrán") es una carrera ciclista profesional de un día que se realiza en la región de Manawatu-Wanganui en Nueva Zelanda con la participación de corredores élite sub-19 en adelante.
La distancia de la prueba es de aproximadamente 130 km con inicio y final en la ciudad de Palmerston North e incluye en su recorrido 5 sectores de gravilla que suman aproximadamente 40 km. La carrera surgió en el año 2016 por la necesidad de llenar el vacío dejado por la reubicación de la carrera New Zealand Cycle Classic, la cual se disputó durante varias ediciones en la región de Manawatu-Wanganui.
Desde el año 2018, la carrera forma parte del UCI Oceania Tour bajo la categoría 1.2.

## Palmarés
| Año  | Ganador          | Segundo          | Tercero          |           |
| ---- | ---------------- | ---------------- | ---------------- | --------- |
| 2016 | Logan Griffin    | Alex West        | Alexander Ray    |           |
| 2017 | Robert Stannard  | Alex West        | Glenn Haden      |           |
| 2018 | Ethan Berends    | Michael Torckler | Hayden McCormick |           |
| 2019 | Luke Mudgway     | Ryan Christensen | Cyrus Monk       |           |
| 2020 | Hayden McCormick | Luke Mudgway     | Samuel Volkers   |           |
| 2021 | Aaron Gate       | Luke Mudgway     | Ryan Christensen |           |
| 2022 | cancelada        | cancelada        | cancelada        | cancelada |
| 2023 | Ben Oliver       | James Fouché     | Paul Wright      |           |
| 2024 | Josh Burnett     | Boris Clark      | Tali Lane Welsh  |           |

## Palmarés por países
| País          | Victorias |
| ------------- | --------- |
| Nueva Zelanda | 6         |
| Australia     | 2         |